# Laurent Beuret
Pour les articles homonymes, voir Beuret.
Laurent Beuret, né le 24 juin 1986 à Delémont, est un coureur cycliste suisse. 

## Biographie
Au premier semestre 2011, il remporte la quarante-sixième édition du Grand Prix de Lancy devant son coéquipier Nicolas Baldo et permet à son équipe de réaliser un doublé au classement final de cette course.

## Palmarès
- 2004
  - 3e de Martigny-Mauvoisin juniors
- 2007
  - Boucles de la Marne
- 2008
  -  Champion de Suisse sur route espoirs
  - 6e étape du Tour de Thuringe
  - 3e de Paris-Roubaix espoirs
  - 7e du championnat d'Europe sur route espoirs
- 2009
  - Coire-Arosa
  - 3e de Paris-Corrèze
- 2010
  - 2e du championnat de Suisse de la montagne
- 2011
  - Grand Prix de Lancy
  - 1re étape de la Flèche du Sud
  - 2ea étape du Tour de Guadeloupe
  - 2e de l'International Cycling Classic
  - 3e du Tour des Pays de Savoie
- 2013
  - Grand Prix des Carreleurs
  - 3e du Prix des Vins Henri Valloton
- 2016
  -  Champion de Suisse sur route masters
- 2018
  - 2e du Prix des Vins Henri Valloton amateurs

## Classements mondiaux
| Année            | 2007 | 2008 | 2009 | 2010 | 2011 |
| ---------------- | ---- | ---- | ---- | ---- | ---- |
| UCI America Tour |      |      |      |      | 235e |
| UCI Europe Tour  | 890e | 226e | 357e | 604e | 266e |